# 霧島市立向花小学校
霧島市立向花小学校（きりしましりつ むけしょうがっこう）は、鹿児島県霧島市国分府中町にある市立の小学校。

## 概要
霧島市国分の西部に位置する小学校である。

## 沿革
- 1892年（明治25年） - 新町，向花，府中の簡易小学校が合併し、向花小学校設置。
- 2005年（平成17年） - 国分市と姶良郡6町の新設合併に伴い、霧島市立向花小学校と改称。